# Lou Cameron
Pour les articles homonymes, voir Cameron.
Ne doit pas être confondu avec Don Cameron ou Owen Cameron.
Lou Cameron, né le 20 juin 1924 à San Francisco, et mort le 25 novembre 2010, est écrivain, auteur et illustrateur de bandes dessinées américain. Il a également signé des romans policiers, dont certains ont été publiés en France dans la collection Série noire, et des westerns.

## Biographie
Fils d'un père comédien de vaudeville et d'une mère chanteuse, il suit ses parents dans leurs tournées à travers les États-Unis et le Canada. Il s'inscrit à l'école des beaux-arts de San Francisco en 1940, mais doit abandonner ses études en raison du déclenchement de la guerre. Pendant la Seconde Guerre mondiale, il sert dans la 2e division blindée américaine. Avant de devenir écrivain, il est illustrateur de bandes dessinées. Comme auteur de bandes dessinées, Lou Cameron a adapté (notamment dans la période 1941 et 1962) de grands auteurs parmi lesquels on peut citer Herbert-Georges Wells, Alexandre Dumas, Émile Zola, et Robert Louis Stevenson. Il amorce sa carrière en littérature par la publication de nouvelles à partir de 1958. Il publie ensuite plus de 400 romans sous son nom et sous divers pseudonymes abordant surtout les genres populaires du roman noir et du western.
Son premier roman traduit en français est La Rouquine aux sommiers (File on a Missing Redhead) en 1969. Son roman «Un furet dans le métro» (1982) est adapté au cinéma par Jean-Pierre Mocky avec Jacques Villeret, Michel Serrault, Robin Renucci, sous le titre Le Furet. Dans un entretien sur http://www.arkepix.com, Jean-Pierre Mocky a déclaré au sujet de Lou Cameron : « C'est un monsieur très âgé qui était contemporain aussi des Chuck Jones, des types qui faisaient les dessins animés de Tex Avery. Ce sont des vieux journalistes qui passaient leurs nuits dans les salles de rédaction à attendre les faits divers. Ils buvaient du whisky, puis ils écrivaient. Il y a eu aussi Frederic Brown. Plein de gens qui sont devenus les maîtres de la série noire et de la "pulp fiction" que Tarantino adore. "Quinto" (Petit nom donné à Quentin Tarantino, ndlr) et moi sommes des amateurs de la série noire, avec Polanski aussi. Ces vieux de la vieille sont encore les pionniers de la série noire. Lou Cameron est un pionnier. Moins connu que les autres… »

## Œuvre

### Romans
- Angel's Flight (1960)
- The Empty Quarter (1962)
- The Sky Divers (1962)
- None But the Brave (1965)
- The Block Busters (1966)
- Iron Men with Wooden Wings (1967)
- Bastard's Name Is War (1968)
- The Good Guy (1968)
- Green Fields of Hell (1968)
- Mistress of Bayou LaBelle (1968)
- Ashanti (1969)
- Big Red Ball (1969)
- The Black Camp (1969)
- The Dragon's Spine (1969)
- File on a Missing Redhead (1969) Publié en français sous le titre La Rouquine aux sommiers, traduit par Simone Hilling, Paris, Gallimard, Série noire no 1307, 1969
- Hannibal Brooks (1969)
- The Mud War (1969)
- The Outsider (1969), novellisation
- Dirty War of Sergeant Slade (1969) Publié en français sous le titre La Sale Guerre du sergent Slade, traduit par Auguste Alexandre Sauts, Paris, Presses de la Cité, 1967
- Amphora Pirates (1970)
- Before It's Too Late (1970)
- Behind the Scarlet Door (1971)
- Spurhead (1971)
- The Tipping Point (1971)
- Zulu Warrior (1971)
- Cybernia (1972) Publié en français sous le titre Débâcle à Cybernia, traduit par France-Marie Watkins, Paris, Gallimard, Série noire no 1578, 1973
- The Girl with the Dynamite Bangs (1973)
- California Split (1974)
- Barca (1975)
- North to Cheyenne (1975)
- Closing Circle (1975)
- Dekker (1976)
- Guns of Durango (1976)
- Sky Riders (1976)
- Tancredi (1976)
- The Spirit Horses (1976)
- Drop into Hell (1976)
- How the West Was Won (1977)
- Code Seven (1977)
- The Big Lonely (1978) Publié en français sous le titre Nebraska, traduit par Marie Ronsenthal, Paris, Éditions Jean-Goujon, 1979
- The Cascade Ghost (1978) Publié en français sous le titre Le Monstre de l'Oregon, traduit par Marie Ronsenthal, Paris, Librairie des Champs-Elysées, coll. Masque-Western no 232, 1980
- The Subway Stalker (1980) Publié en français sous le titre Un furet dans le métro, traduit par G.A. Louédec, Paris, Gallimard, Série noire no 1858, 1982
- The Hot Car (1981)
- Grass of Goodnight (1987)
- The Buntline Special (1988)
- Crooked Lance (1989)
- Yellow Iron (1990)
- Eagle Chief (1990)
- The First Blood (1992)

#### SérieStringer
- Stringer (1987)
- On Dead Man's Range (1987)
- Stringer On the Assassin's Trail (1987)
- Stringer and the Hangman's Rodeo (1988)
- Stringer and the Wild Bunch (1988)
- Stringer and the Hanging Judge (1988)
- In Tombstone (1988)
- Stringer and the Deadly Flood (1988)
- Stringer and the Lost Tribe (1988)
- Stringer and the Oil Well Indians (1989)
- Stringer and the Border War (1989)
- Stringer On the Mojave (1989)
- Stringer On Pikes Peak (1989)
- Stringer and the Hell Bound Herd (1989)
- Stringer in a Texas Shoot-Out (1989)

## Adaptation cinématographique
- 2003 : Le Furet, film français réalisé par Jean-Pierre Mocky, d'après le roman Un furet dans le métro, avec Jacques Villeret et Michel Serrault